# Jorge Beauchef
Jorge Beauchef Isnel (Le Puy-en-Velay, 1787-Santiago, 10 de junio de 1840) fue un militar francés que participó en las guerras napoleónicas y posteriormente en la guerra de la independencia de Chile.

## Carrera militar en Francia
Nació en Francia, en el pueblito de Le Puy-en-Velay, departamento de Alto Loira. A los 18 años ingresó en la Armada Francesa, participando en las campañas de 1805, cayó prisionero de España en 1808.
Cuando escapó, huyó hacia Estados Unidos, donde fue invitado por las Provincias Unidas del Río de la Plata para ayudar en el Ejército de Los Andes, no alcanzó a ayudar en esa tarea, por lo cual cruzó hacia Chile, incorporándose a su ejército.

## Campañas
A órdenes del general francés Miguel Brayer tomó parte en la primera campaña del sur de Chile, y participó el 6 de diciembre de 1817 en el sitio y asalto de Talcahuano, como Segundo Comandante del Regimiento n.º 1 de Línea, en la columna del general Juan Gregorio de Las Heras. Perdió un brazo en el asalto a la posición realista.
Participó en la sorpresa de Cancha Rayada y en la batalla de Maipú. Dirigió un batallón en la segunda campaña del sur de Chile, y participó en la batalla de Bío Bío. 
Ascendido al grado de mayor, se unió en 1819 a la campaña naval de Thomas Cochrane, que logró la rendición de la aislada y poderosa plaza fuerte realista de Valdivia. 
Posteriormente, el 25 de febrero de 1820, Beauchef junto a su tropa, (quienes perseguían a los soldados realistas que huían desde Valdivia hacia Chiloé); una vez llegado a Osorno, tomaría posesión de la ciudad. Luego estos hechos, posteriormente el ejército realista trataría de retomar la zona sur (incluido Osorno) desde Maullín, por lo que el 3 de marzo de 1820 Beauchef partiría de la ciudad de Osorno a combatirlos (en la batalla que sería conocida como el Combate de El Toro).
Fue nombrado gobernador de Valdivia, cargo que ocupó hasta 1822. Al dejar su cargo de gobernador se produjo una sublevación de antiguos realistas, que volvieron a la obediencia del rey de España. El propio Beauchef, al frente de 500 hombres, dirigió la campaña con la que Chile recuperó esa ciudad pocas semanas más tarde.
Se casó en 1822 con Teresa Manso de Velasco y Rojas, con quien tuvo cinco hijos, entre ellos Manuel Beauchef.
En 1823 fue enviado como jefe de una expedición de ayuda a José de San Martín en el Perú, ya con el grado de coronel. Durante un tiempo fue comandante de la ciudad de Lima. Tras el fracaso de la Campaña de Intermedios regresó a Chile.
Participó en la batalla de Mocopulli, intento fallido de anexión de Chiloé en 1824.
Fue reformado y separado del ejército chileno en 1828, y en 1831 viajó a Francia para visitar a sus familiares y amistades, junto a su esposa. Dos años permanecieron en Europa antes de regresar a Chile, enfermo de gota. Se dedicó a escribir sus memorias de guerra. Estas no fueron publicadas en vida de su autor, pero fueron utilizadas más tarde por Diego Barros Arana para editar la primera Historia de Chile del siglo XIX.
Expiró en Santiago el 10 de junio de 1840, a los 53 años de edad, en su casa de calle Merced con Miraflores. 

## Reconocimientos
- En su honor, se nombró la calle Beauchef en el centro de Santiago; en dicho lugar se encuentran los edificios principales de la Facultad de Ciencias Físicas y Matemáticas de la Universidad de Chile que reciben el nombre de Campus Beauchef.
- En la ciudad de Valdivia, una calle lleva su apellido. Además, en la Avenida Arturo Prat (costanera) se ubica un busto con la inscripción en placa de bronce: "Homenaje del circulo Valdiviano de Santiago a las glorias del Coronel Jorge Beauchef. 1820-1970".[3]

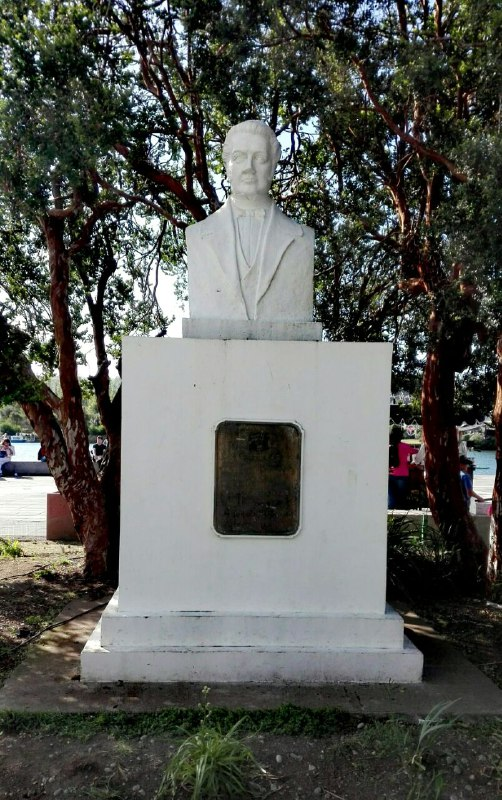
Busto Coronel Jorge Beauchef
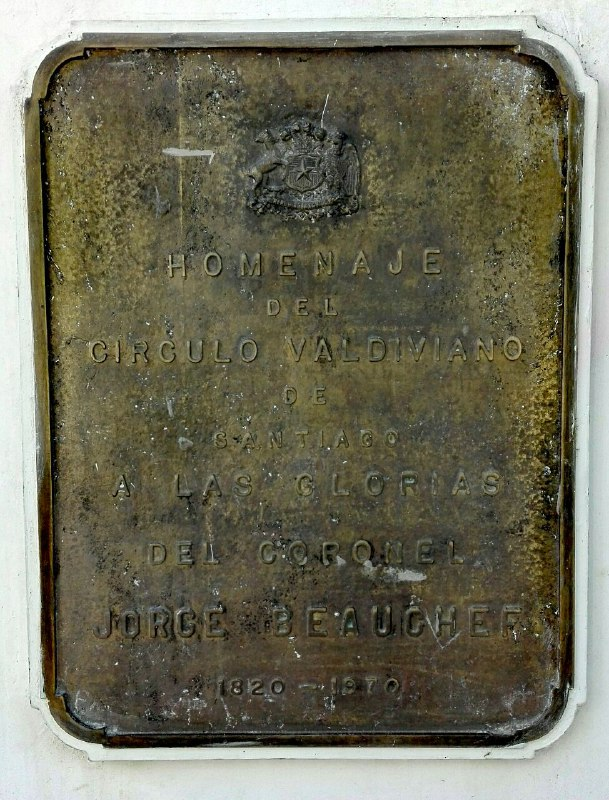
Placa en Busto de J. Beauchef